# Pina Suriano
Pour les articles homonymes, voir Suriano.
La bienheureuse Pina Suriano (Giuseppina, dite Pina : 18 février 1915 - 19 mai 1950) est une jeune laïque italienne impliquée dans les mouvements d'Action catholique et fondatrice de l'Association des Filles de Marie.

## biographie

### Enfance et études
Giuseppina Suriano naît le 18 février 1915 à Partinico près de Palerme, en Sicile, dans une famille d'agriculteurs. Elle est baptisée le 6 mars de la même année.
À l'âge de 4 ans, elle fréquente l'école des sœurs et en 1921 elle rejoint l'école communale du village.
Elle effectue sa première communion en 1922.

### L'Action catholique
En 1922, elle entre dans l'Action catholique, d'abord comme benjamine, puis comme aspirante, et enfin comme jeune. Elle participe alors très activement à la vie paroissiale et diocésaine, en coopération avec le curé, le père Cataldo, qui est à la fois son directeur spirituel et son confesseur.
En 1937, elle poursuit son action dans la nouvelle paroisse Maria del Rosario, sous la direction du père Andrea Sorresi, qui deviendra son biographe.
En 1938, Suriano est nommé déléguée de la section jeune de l'Action catholique, puis, de 1939 à 1948, elle est secrétaire et enfin présidente du mouvement.
En 1948, elle fonde l'association des Filles de Marie, dont elle assure la présidence jusqu'à sa mort.
Suriano souhaite devenir religieuse, mais ses parents, surtout sa mère, s'y opposent fermement, voulant au contraire lui assurer un bon mariage, lui reprochant aussi une trop importante activité apostolique. De son côté, soutenue par une prière permanente, la communion quotidienne et l'étude de l'Évangile, la jeune fille fait vœu de chasteté, le 29 avril 1932, vœu qu'elle renouvelle ensuite tous les mois, avec le soutien de son directeur spirituel, s'opposant ainsi aux désirs matrimoniaux de sa famille. Elle dit à cette occasion : « En ce jour solennel, mon Jésus, je veux m’unir profondément à Toi et je promets de me garder de plus en plus pure, chaste, pour être un lis blanc dans Ton jardin ».
Comprenant qu'elle ne serait jamais religieuse, elle choisit, avec trois autres compagnes, de s'offrir à Dieu comme victime pour la sanctification des prêtres, le 30 mars 1948. 
Après un pèlerinage à Rome pour le 30e anniversaire de la Jeunesse féminine italienne de l'Action catholique, en septembre 1948, elle découvre l'apparition de crises d'arthrite rhumatismale violentes qui finissent par provoquer une complication cardiaque. C'est dans ce contexte, que Pina Suriano meurt prématurément le 19 mai 1950. Elle est rapidement considérée comme une sainte par tous ceux qui l'ont connue.

## Postérité
Du Pape Jean-Paul II lors de l'homélie de béatification de Pina Suriano :
« Elle a aimé Jésus d'un amour ardent et fidèle au point de pouvoir écrire en toute sincérité :  "Je ne fais rien d'autre que vivre de Jésus". Elle parlait à Jésus avec un cœur d'épouse :  "Jésus, fais que je t'appartienne toujours davantage. Jésus, je veux vivre et mourir avec toi et pour toi" ».

## Béatification
Pina Suriano a été béatifiée le dimanche 5 septembre 2004 à Lorette, à la fin du Congrès International de l'Action catholique, en même temps que Pere Tarrés i Claret et Alberto Marvelli.

## Sources
- Osservatore Romano : 2004 n. 36 p. 1-3
- Documentation Catholique : 2004 n.17 p. 807-809